# Aspartam
Aspartam (APM) je veštački, nešećerni zaslađivač koji se koristi kao zamena šećera u nekim vrstama hrane i pića. U Evropskoj zajednici, on je registrovan pod kodom E951. Aspartam je metil estar aspartinske kiseline/fenilalaninskog dipeptida. On je prvobitno bio u prodaji pod imenom NutraSweet; a od 2009. se prodaje i pod imenom AminoSweet. On je prvi put sintetisan 1965. i njegov patent je istekao 1992.
Bezbednost aspartama je bila tema nekoliko političkih i medicinskih kontroverzi, kongresnih saslušavanja i Internet prevara. On je odobren od strane FDA za upotrebu u prehrambenim proizvodima 1974. Jedan medicinski pregled iz 2007. je izneo zaključak da je aspartam bezbedan za upotebu pri sadašnjim nivoima konzumpcije kao nehranljivi zaslađivač. Međutim, pošto njegovi proizvodi razlaganja sadrže fenilalanin, aspartam moraju da izbegavaju ljudi koji imaju genetičko oboljenje fenilketonuriju (PKU).

## Literatura
- Budavari, Susan, ур. (1989). „861. Aspartame”. The Merck Index (11th изд.). Rahway, NJ: Merck & Co. стр. 859. ISBN 9780911910285.